# Crest dil Cut
Der Crest dil Cut ⓘ oder Crest dil Cot (rätoromanisch Crest = Anhöhung, Kamm, Cut = Hahn) ist ein Berg westlich von Rothenbrunnen im Kanton Graubünden in der Schweiz mit einer Höhe von 2015 m ü. M. Er gehört zum Heinzenberggrat. Von der Heinzenbergseite zeigt er sich unscheinbar als Grashügel, von der Safientalseite ist er felsig und steiler.

## Lage und Umgebung
Der Crest dil Cut gehört zum Heinzenberggrat, einer Untergruppe der Adula-Alpen. Er befindet sich vollkommen auf Gebiet von Präz (Gemeinde Cazis). Allerdings verlaufen die Gemeindegrenzen zu Safiental und Rhäzüns ca. 200 m westlich bzw. nördlich des Gipfels. Crest dil Cut wird im Osten durch den Heinzenberg und im Westen durch das Safiental eingefasst.
Zu den Nachbargipfeln gehören die Präzer Höhi und der Crest Ault. Talort ist Rothenbrunnen.

## Heinzenberger Gratwanderung

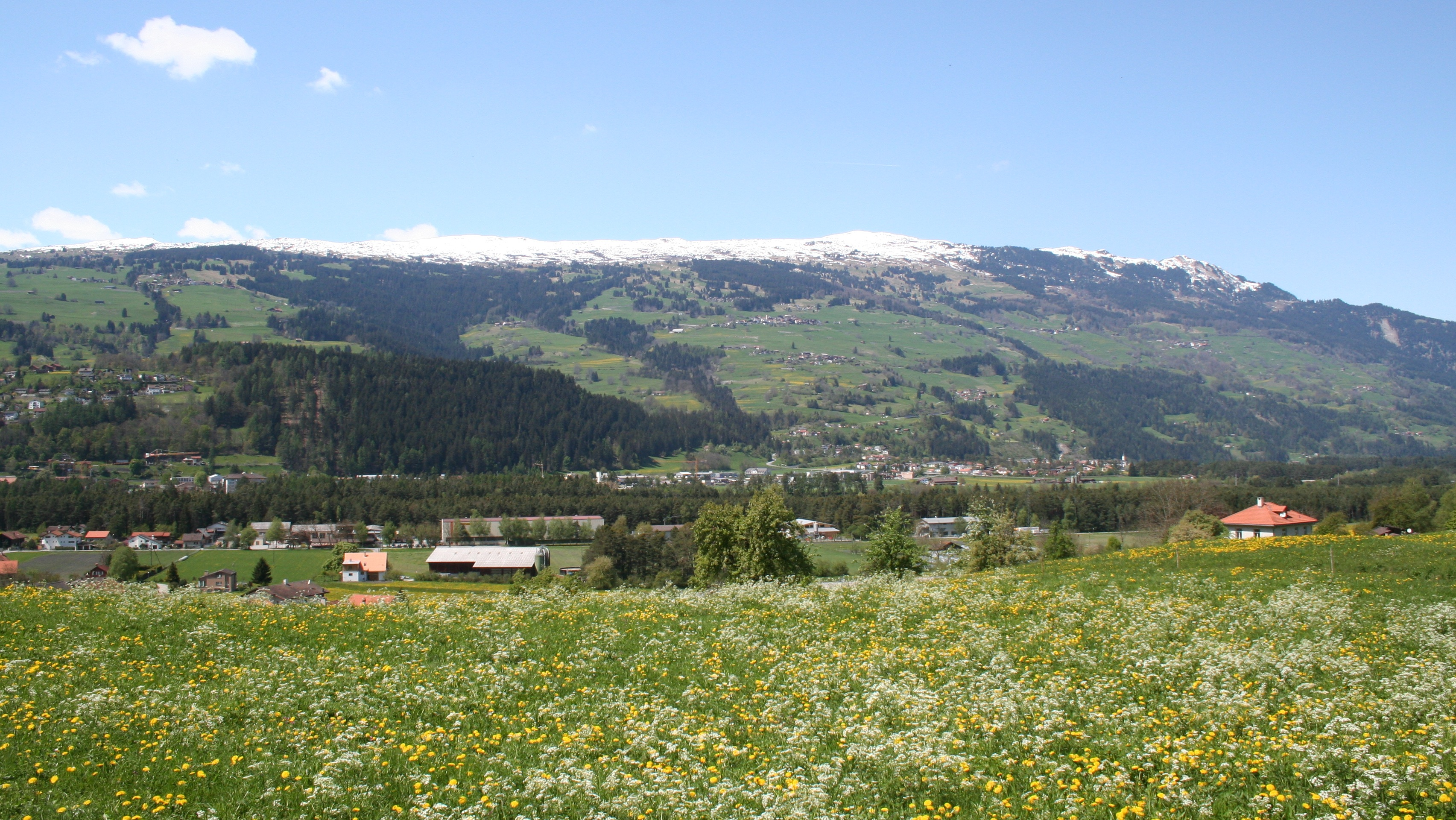
Heinzenberg

Die Heinzenberger Gratwanderung ist eine aussichts- und abwechslungsreiche Tageswanderung über den Heinzenberger Grat. Sie führt von Obertschappina via Tguma und Präzer Höhi nach Präz und bietet einen grossartigen Panoramarundblick ins Safiental, ins Domleschg, ins Albulatal und auf die umliegende Bergwelt. Statt nach Präz kann die Wanderung via Crest dil Cut bis nach Bonaduz verlängert werden:
- Ausgangspunkt: Glaspass (1831 m)
- Ziel: Bonaduz (662 m)
- Route: Glaspass - Glaser Grat (2124 m) - P.1989 - Lüschgrat (2178 m) - Bischolpass (1999 m) - Tguma (2163 m) - Präzer Höhi (2119 m) - Crest dil Cut (2015 m) - Crest Ault (1942 m) - Alp Sura (1771 m) - Alp Sut (1506 m) - Scardanal (1131 m) - P.692 - Bonaduz
- Schwierigkeit: T3, meist als Wanderweg weiss-rot-weiss markiert
- Dauer: 8 h

## Routen zum Gipfel
Allgemeine Bemerkung: Der Wanderweg über den Heinzenberger Grat führt nicht über den Gipfel, sondern ca. 50 m westlich des Gipfels vorbei.

### Von Präz
- Ausgangspunkt: Präz (1170 m)
- Via: Pranzolas, Prau da l’Alp, Präzer Alp, Südgrat
- Schwierigkeit: T2, als Wanderweg weiss-rot-weiss markiert
- Zeitaufwand: 3¼ Stunden

### Von der Präzer Höhi / Mutta
- Ausgangspunkt: Präzer Höhi / Mutta (2120 m)
- Via: Südgrat
- Schwierigkeit: T2, als Wanderweg weiss-rot-weiss markiert
- Zeitaufwand: ¾ Stunden

### Vom Crest Ault
- Ausgangspunkt: Crest Ault (1942 m)
- Via: Nordgrat
- Schwierigkeit: T2, als Wanderweg weiss-rot-weiss markiert
- Zeitaufwand: ½ Stunde

## Galerie

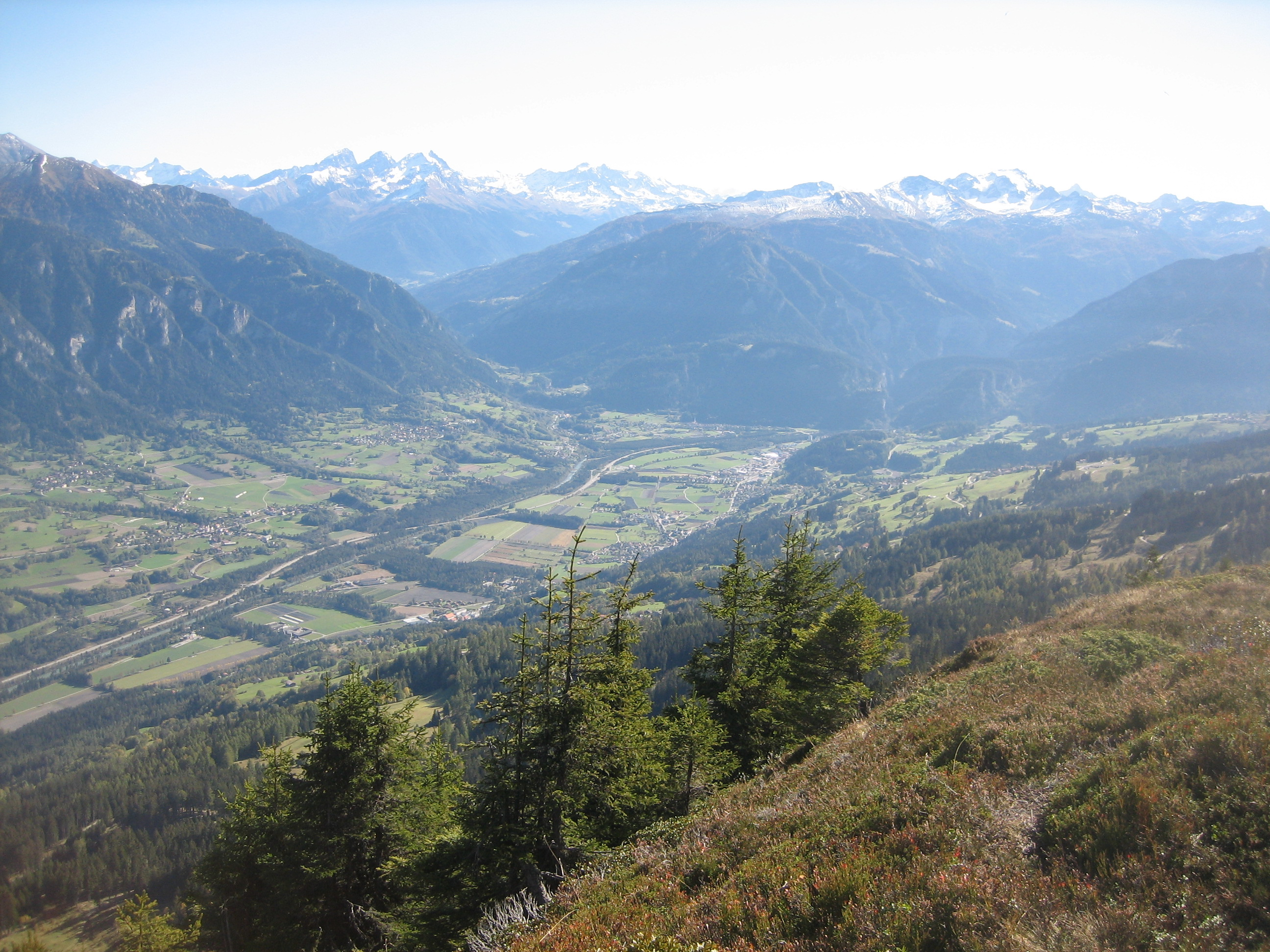
Sicht ins Domleschg.
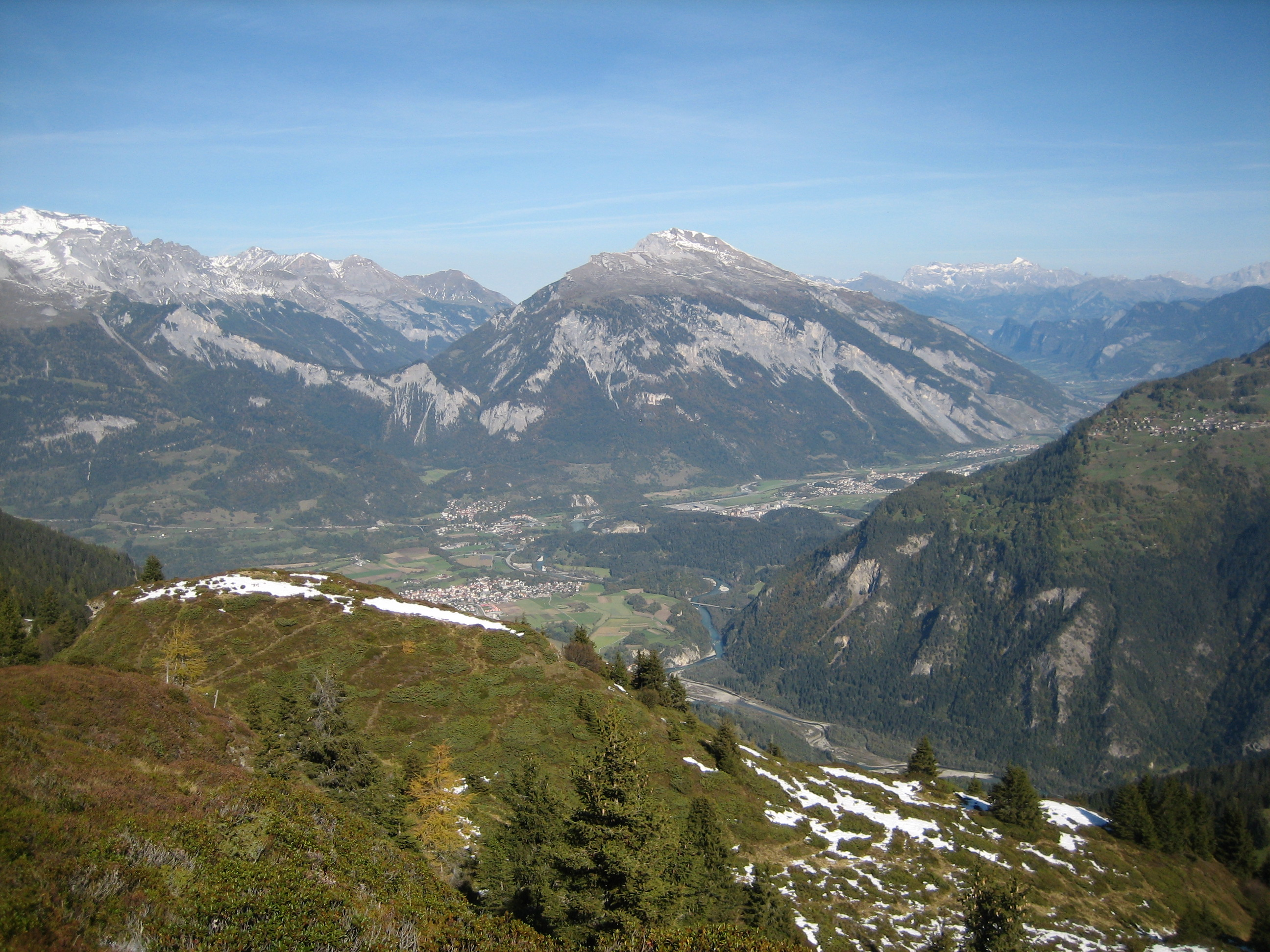
Sicht auf Bonaduz, Tamins, Domat/Ems, Feldis (vlnr), sowie auf den Calanda.
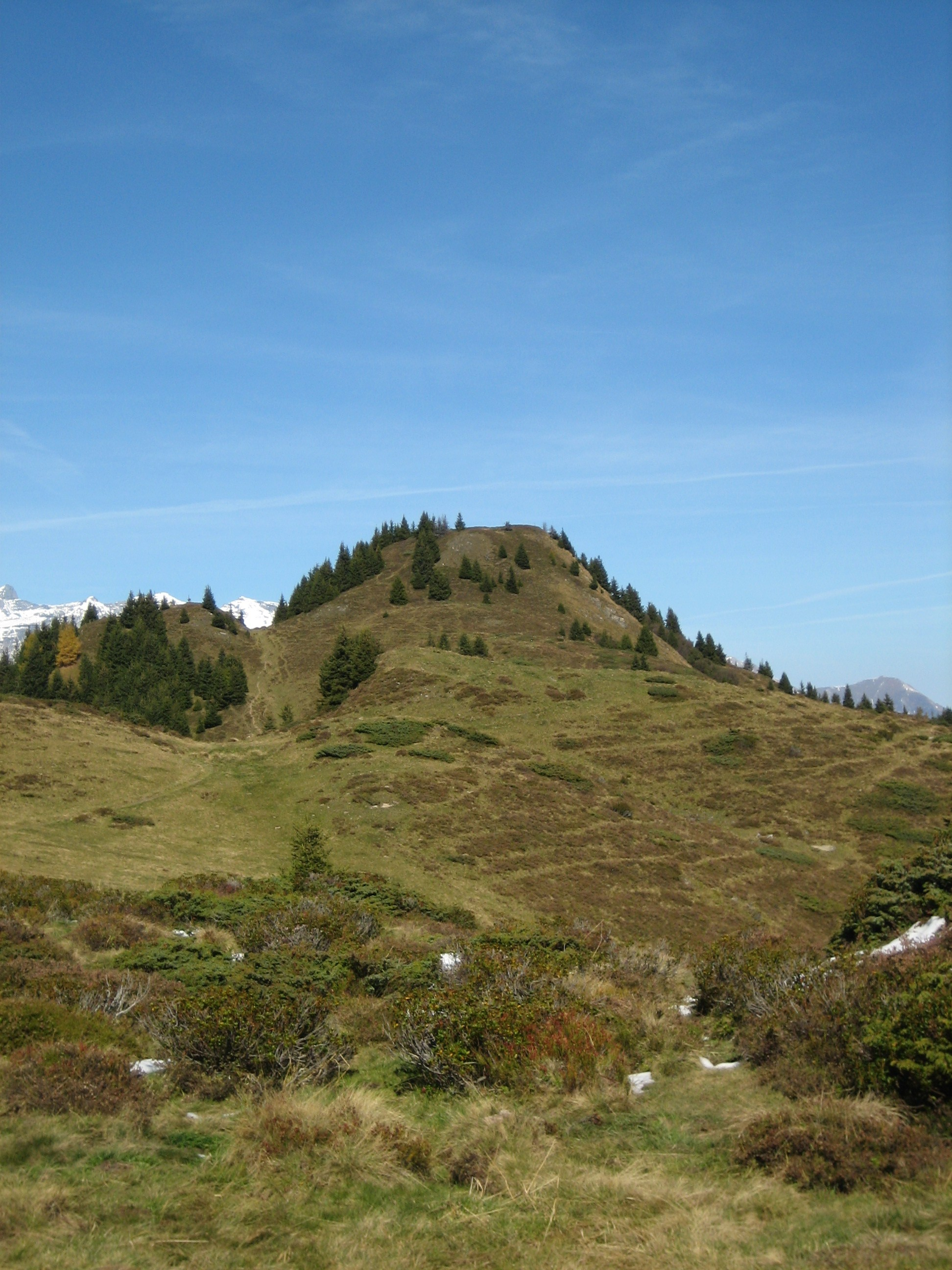
Crest dil Cut, aufgenommen von Süden.